# Hippotion
Hippotion är ett släkte av fjärilar som beskrevs av Jacob Hübner 1819. Hippotion ingår i familjen svärmare.

## Bildgalleri

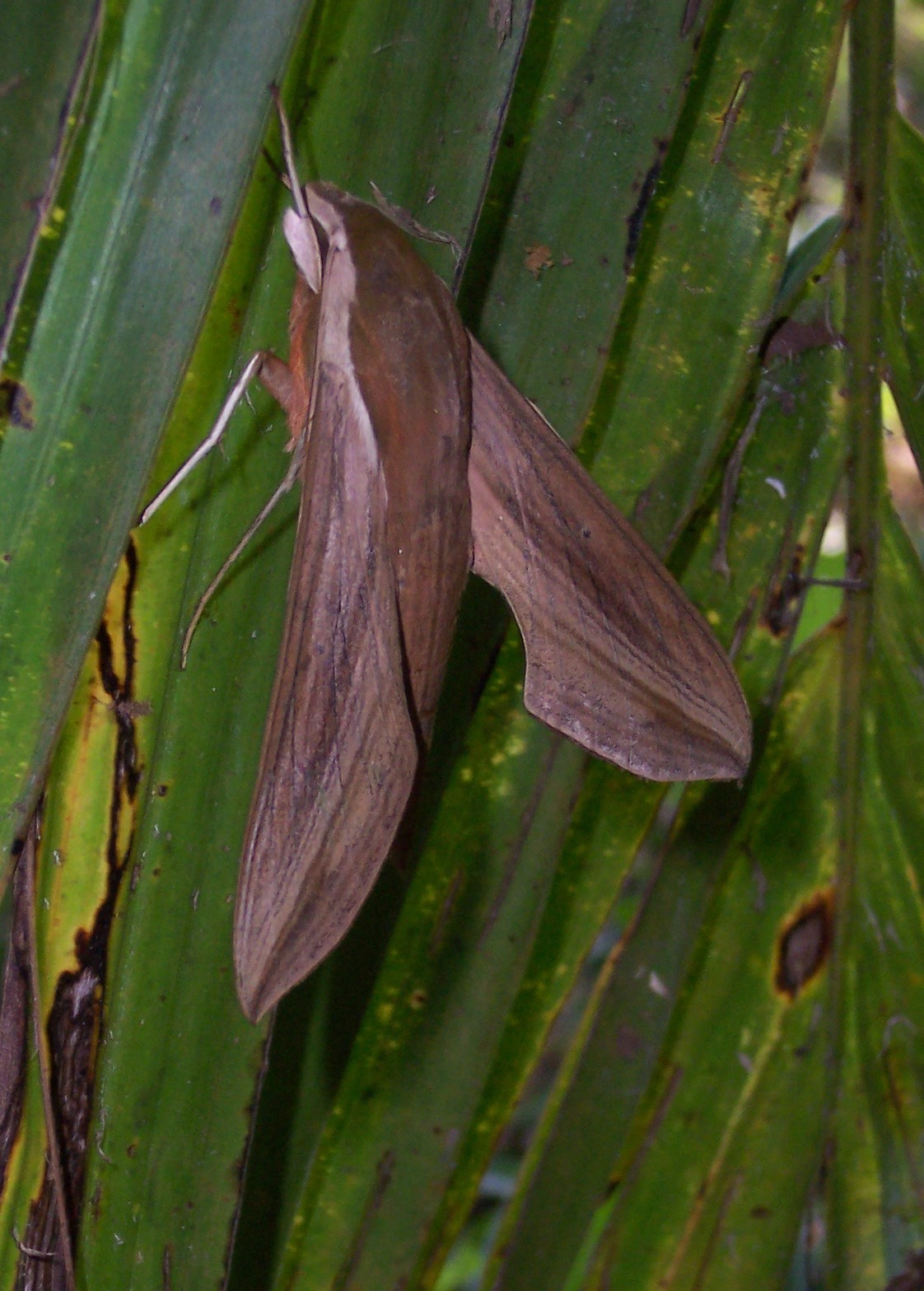
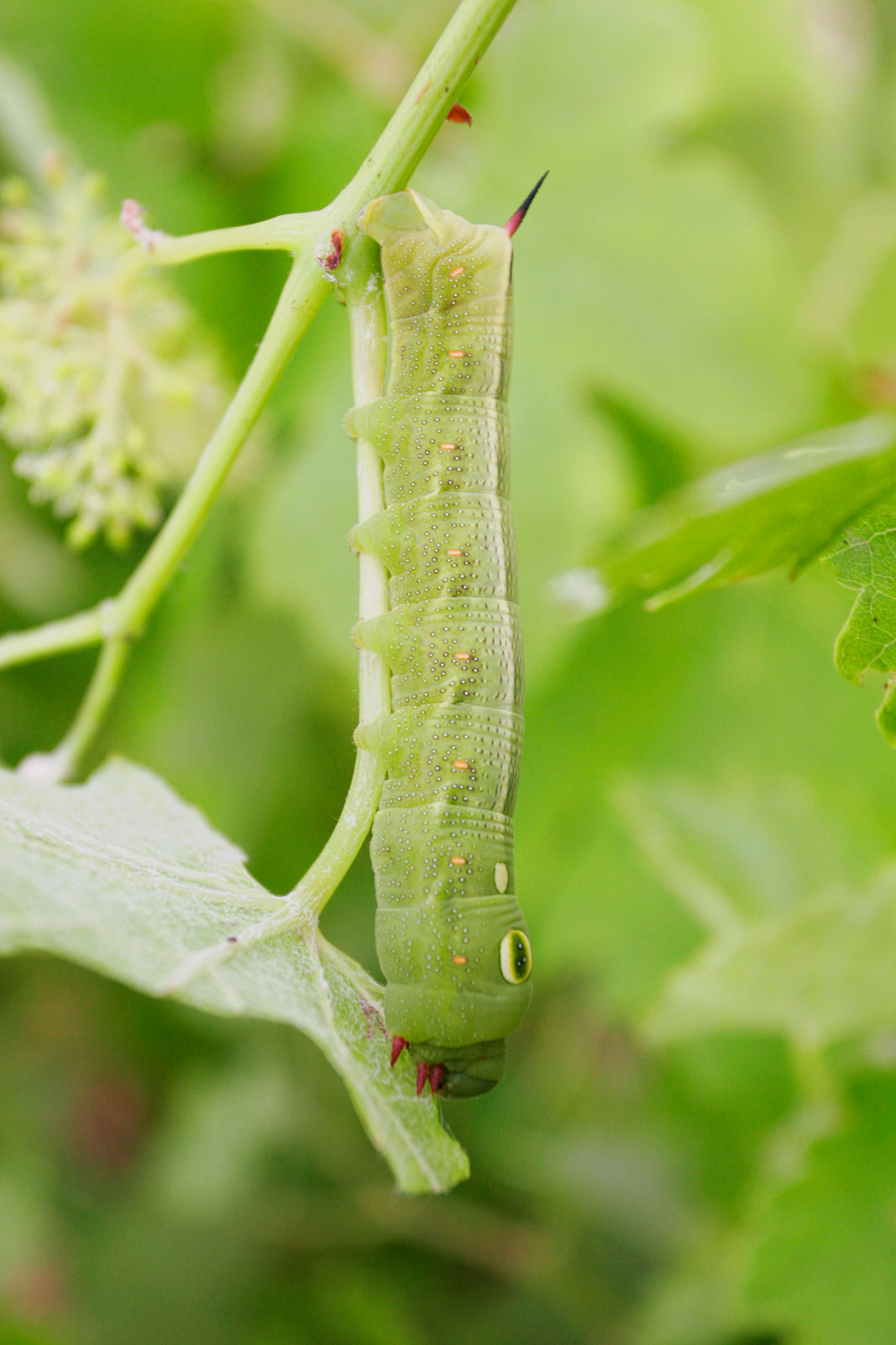

## Dottertaxa tillHippotion, i alfabetisk ordning[1][2]
| - Hippotion albolineata - Hippotion aporodes - Hippotion augustei - Hippotion aurora - Hippotion austrinum - Hippotion balsaminae - Hippotion batschi - Hippotion beddoesii - Hippotion bernardus - Hippotion boerhaviae - Hippotion brennus - Hippotion brunnea - Hippotion butleri - Hippotion canens - Hippotion celerio - Hippotion chauchowensis - Hippotion chloris - Hippotion commatum - Hippotion comoroana - Hippotion crossei - Hippotion delicata - Hippotion depictum - Hippotion dexippus - Hippotion diyllus - Hippotion echeclus - Hippotion elegans - Hippotion eson - Hippotion exclamationis - Hippotion funebris - Hippotion fusa - Hippotion geryon - Hippotion gloriosana - Hippotion gracilis - Hippotion griseola | - Hippotion griveaudi - Hippotion guichardi - Hippotion hateleyi - Hippotion horus - Hippotion humilis - Hippotion ignea - Hippotion inquilinus - Hippotion inquinalis - Hippotion invertita - Hippotion irregularis - Hippotion isis - Hippotion johanna - Hippotion joiceyi - Hippotion leucocephalus - Hippotion lifuensis - Hippotion lignaria - Hippotion luecki - Hippotion luridus - Hippotion maculiventris - Hippotion minus - Hippotion moorei - Hippotion nigrofasciata - Hippotion noel - Hippotion novaebrittaniae - Hippotion obanawae - Hippotion octopunctata - Hippotion ocys - Hippotion osiris - Hippotion pallida - Hippotion pallidissima - Hippotion pentagramma - Hippotion phoenix - Hippotion phoenyx - Hippotion placata | - Hippotion porcia - Hippotion pseudovigil - Hippotion rafflesi - Hippotion rafflesii - Hippotion rebeli - Hippotion robur - Hippotion rosae - Hippotion rosea - Hippotion roseipennis - Hippotion rosetta - Hippotion rubribrenna - Hippotion saclavorum - Hippotion scrofa - Hippotion sieberti - Hippotion socotrensis - Hippotion somalicum - Hippotion stigma - Hippotion stricta - Hippotion suffusa - Hippotion swinhoei - Hippotion tainanesis - Hippotion taiwanensis - Hippotion talboti - Hippotion theylia - Hippotion thyelia - Hippotion tisiphone - Hippotion undulata - Hippotion unicolor - Hippotion vampyrus - Hippotion velox - Hippotion viettei - Hippotion vigil - Hippotion vinacea - Hippotion yorkii |

Hippotion boerhaviae
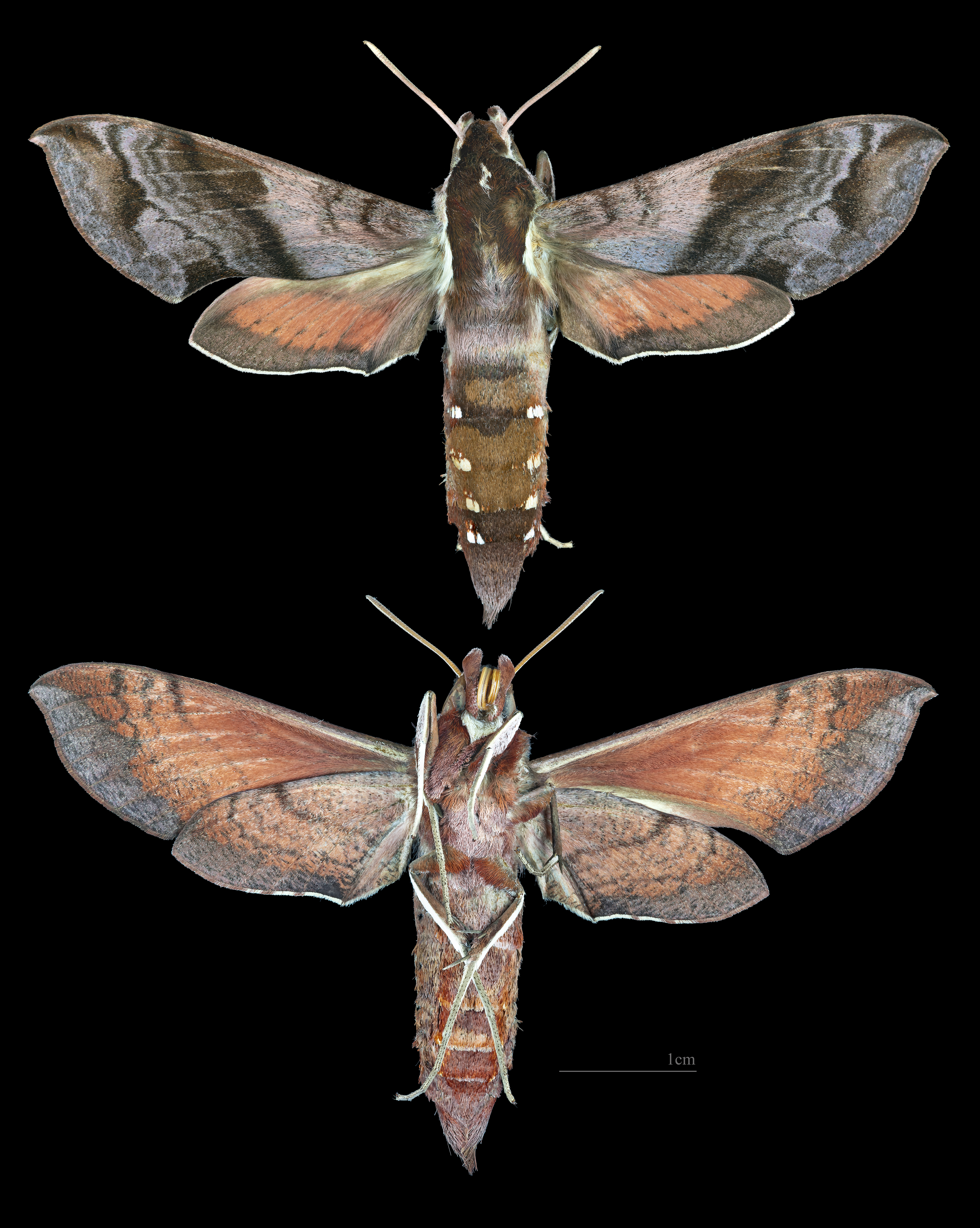
Hippotion brennus
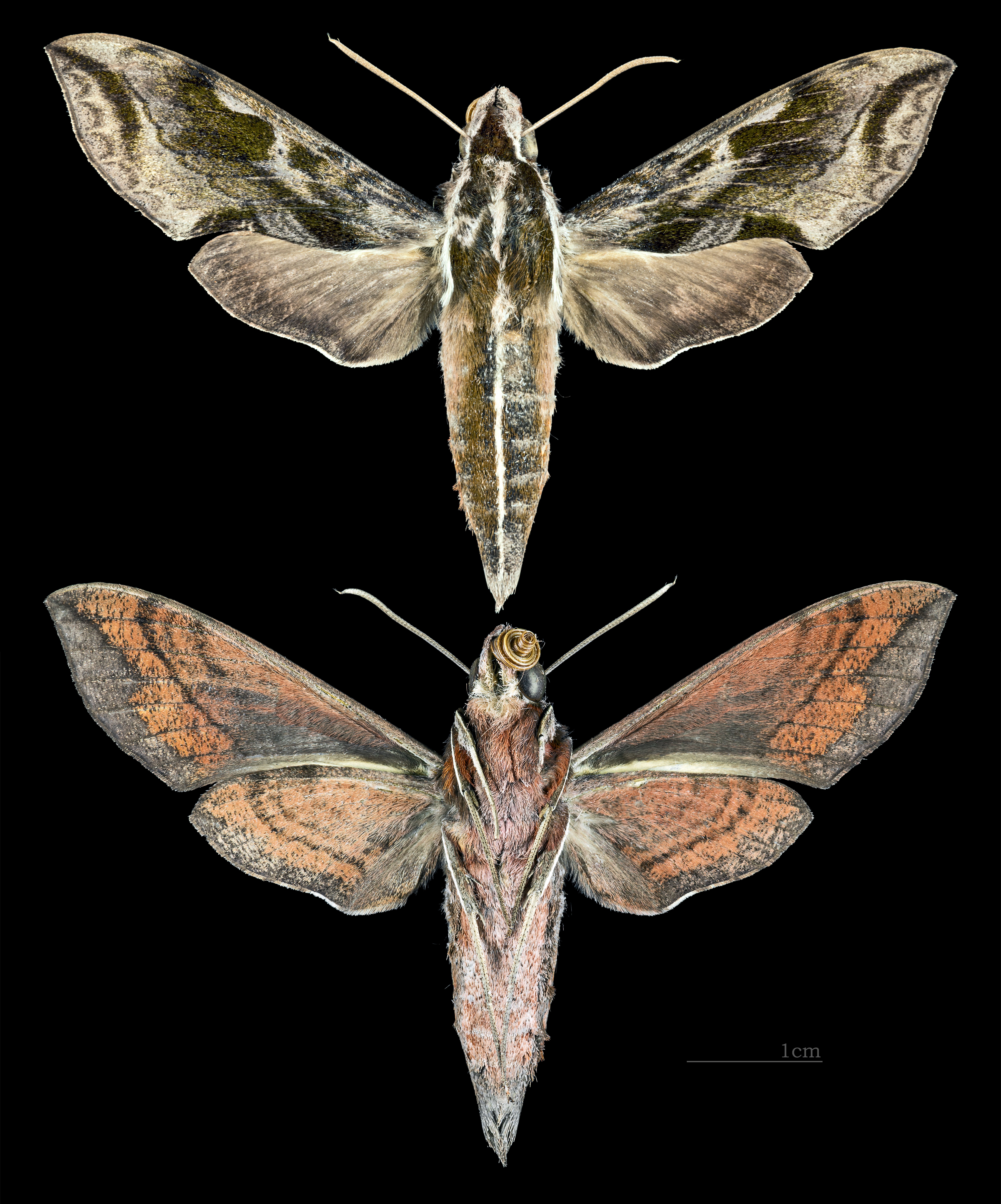
Hippotion brunnea
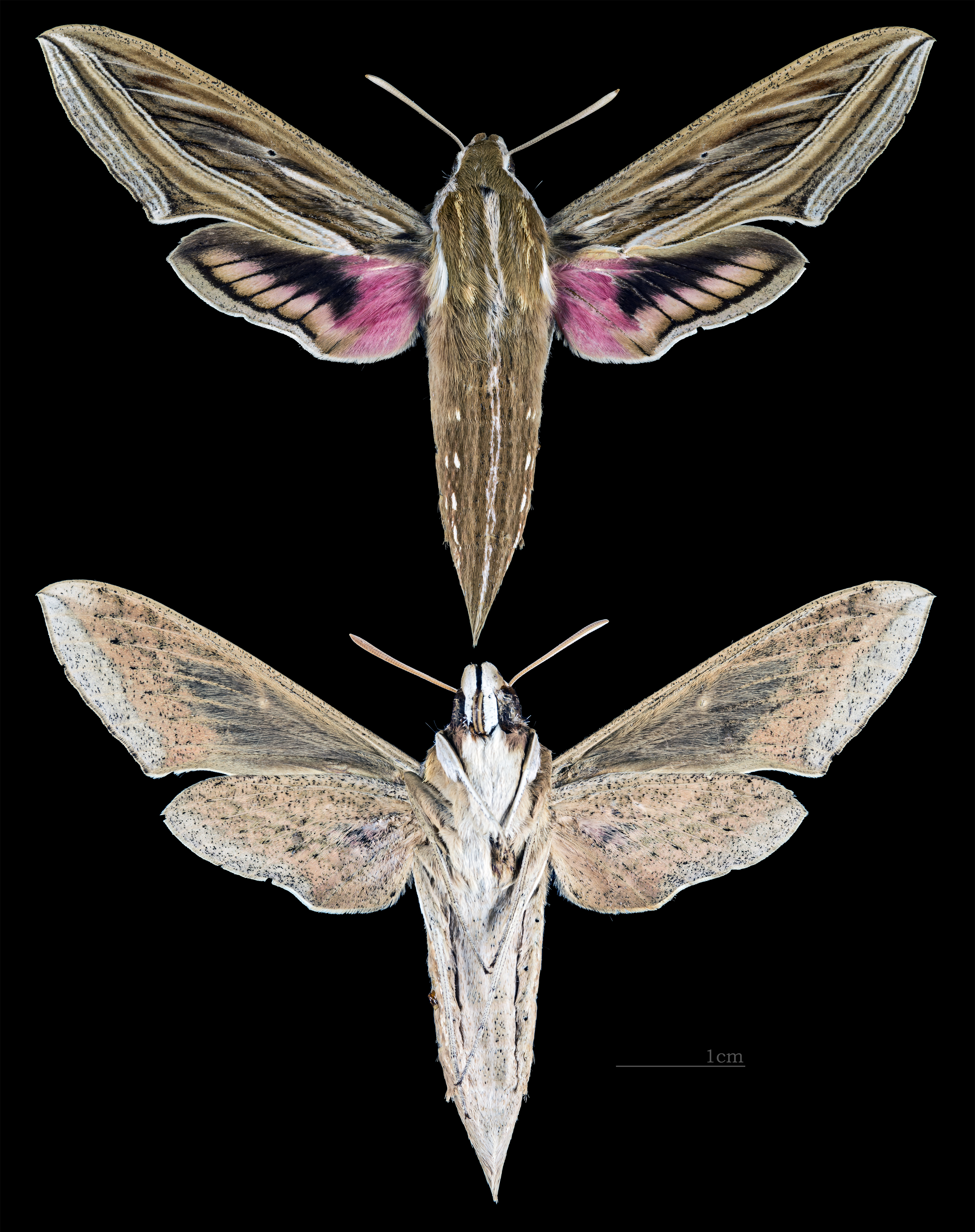
Hippotion celerio
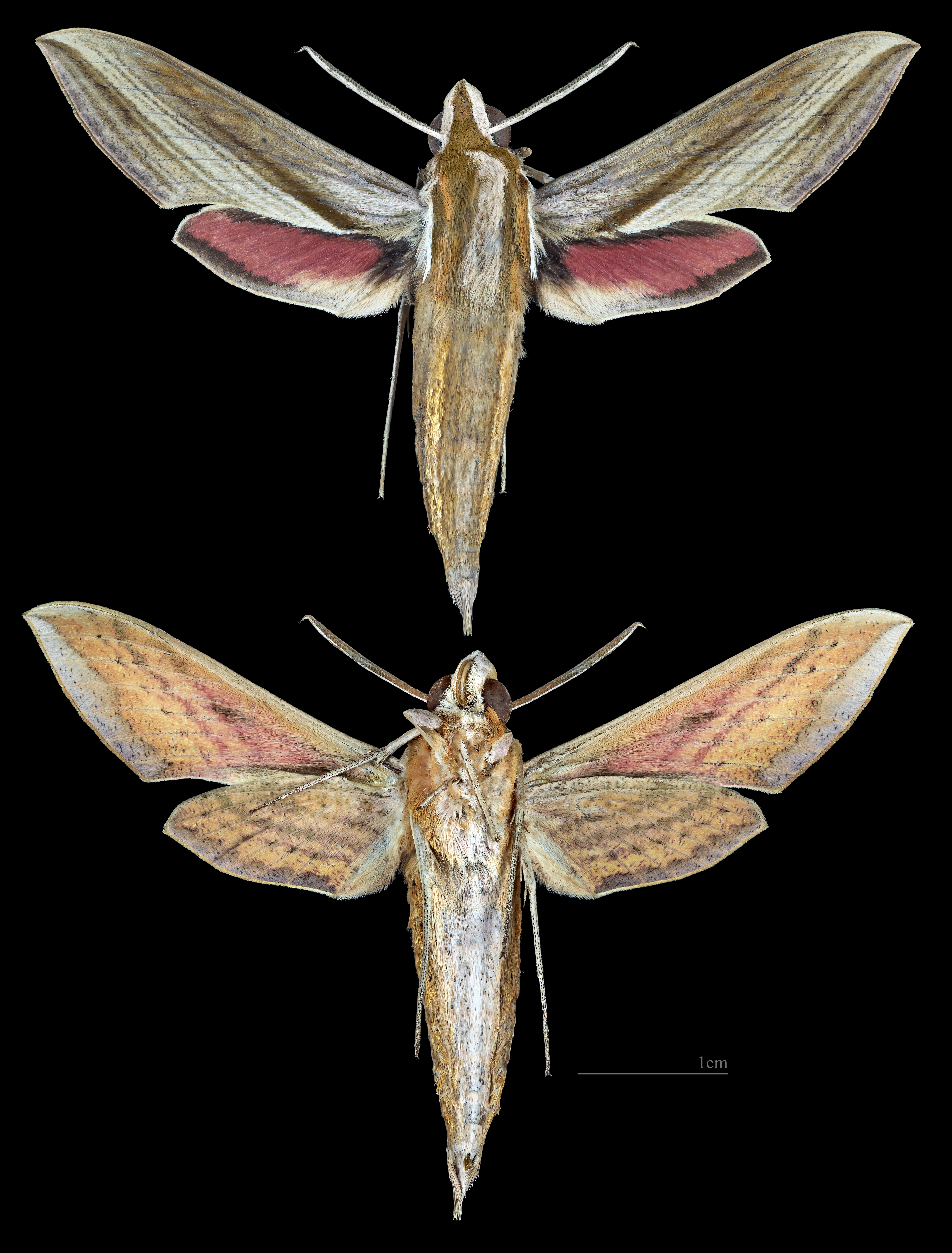
Hippotion echeclus
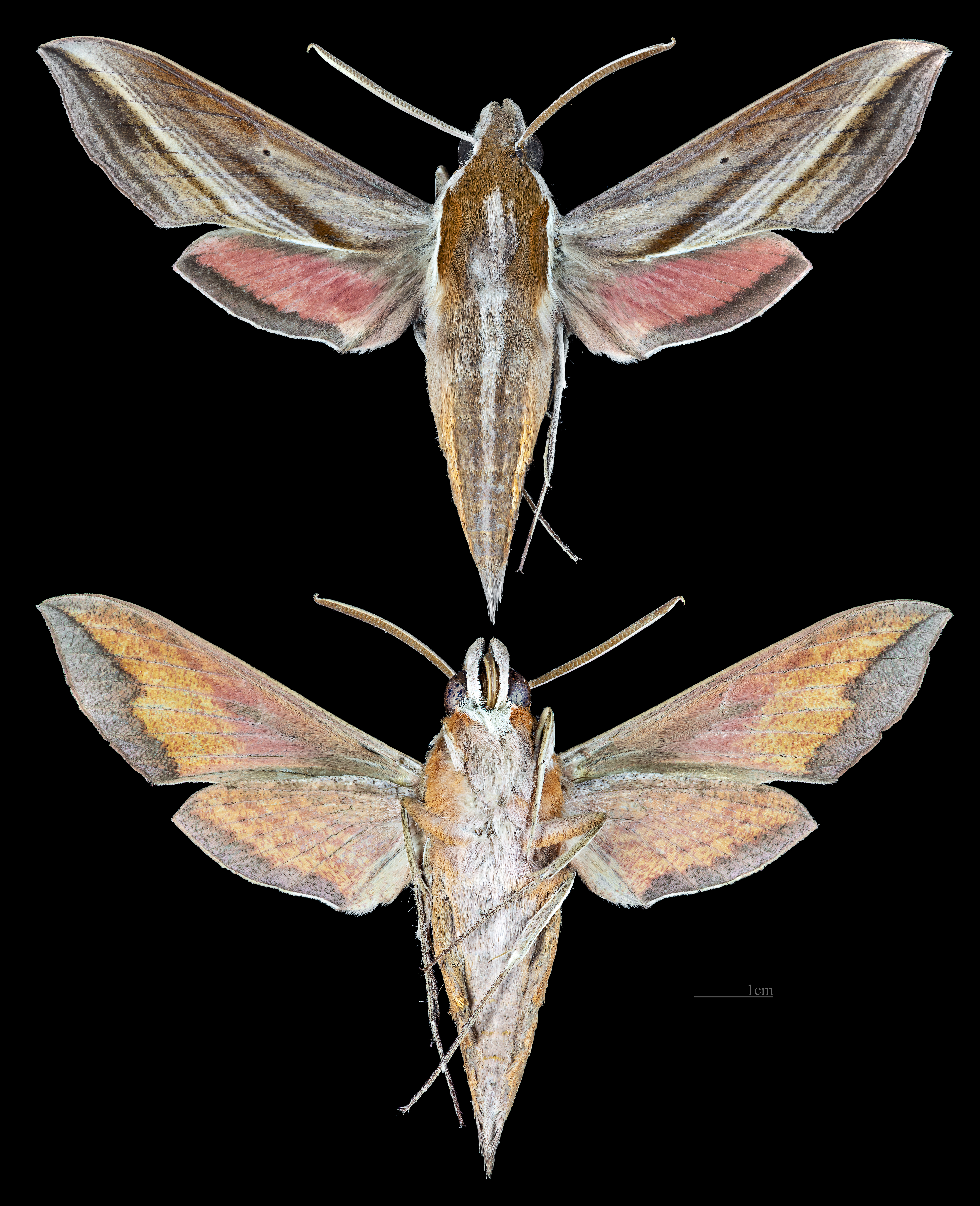
Hippotion rafflesii
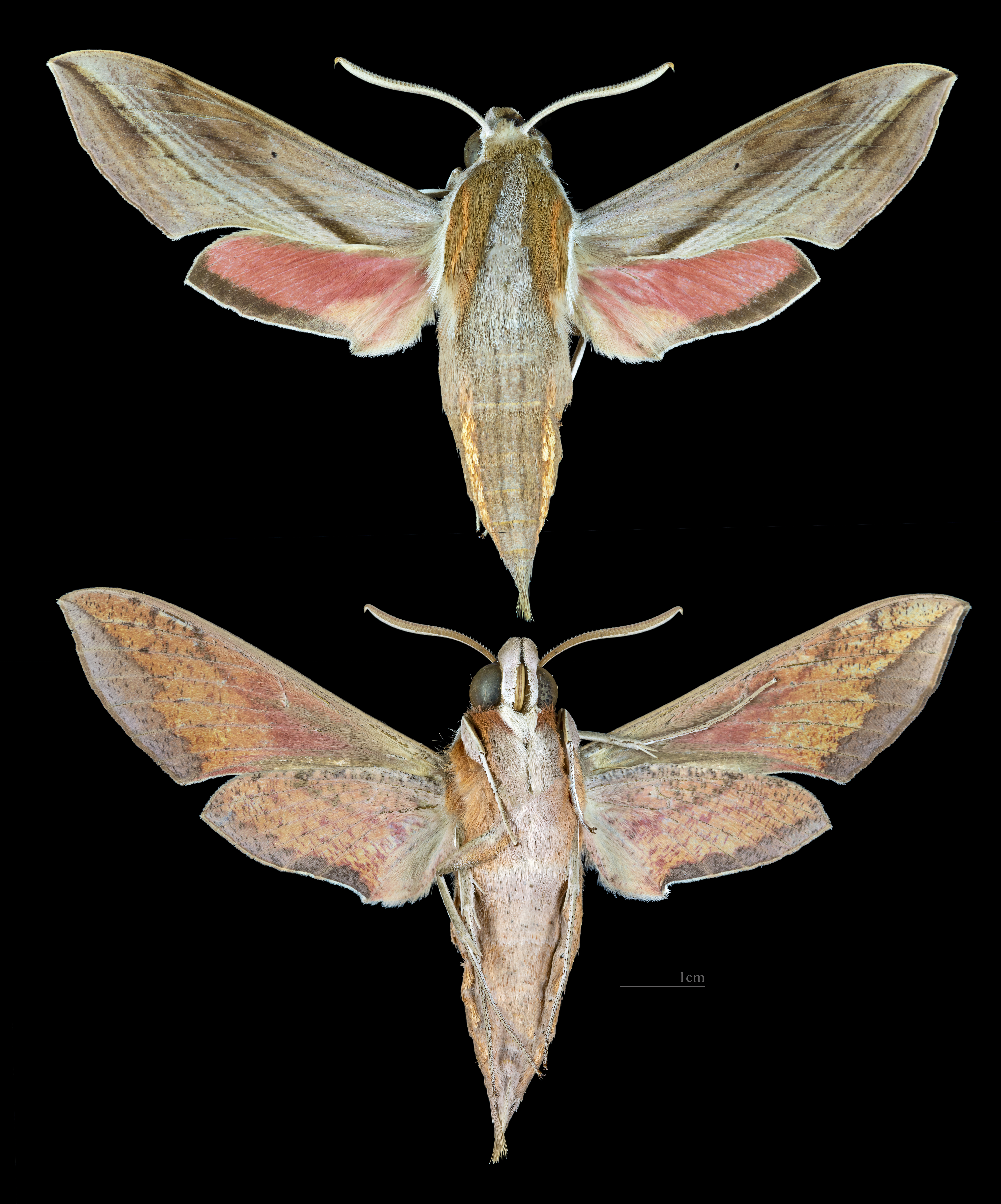
Hippotion rosetta
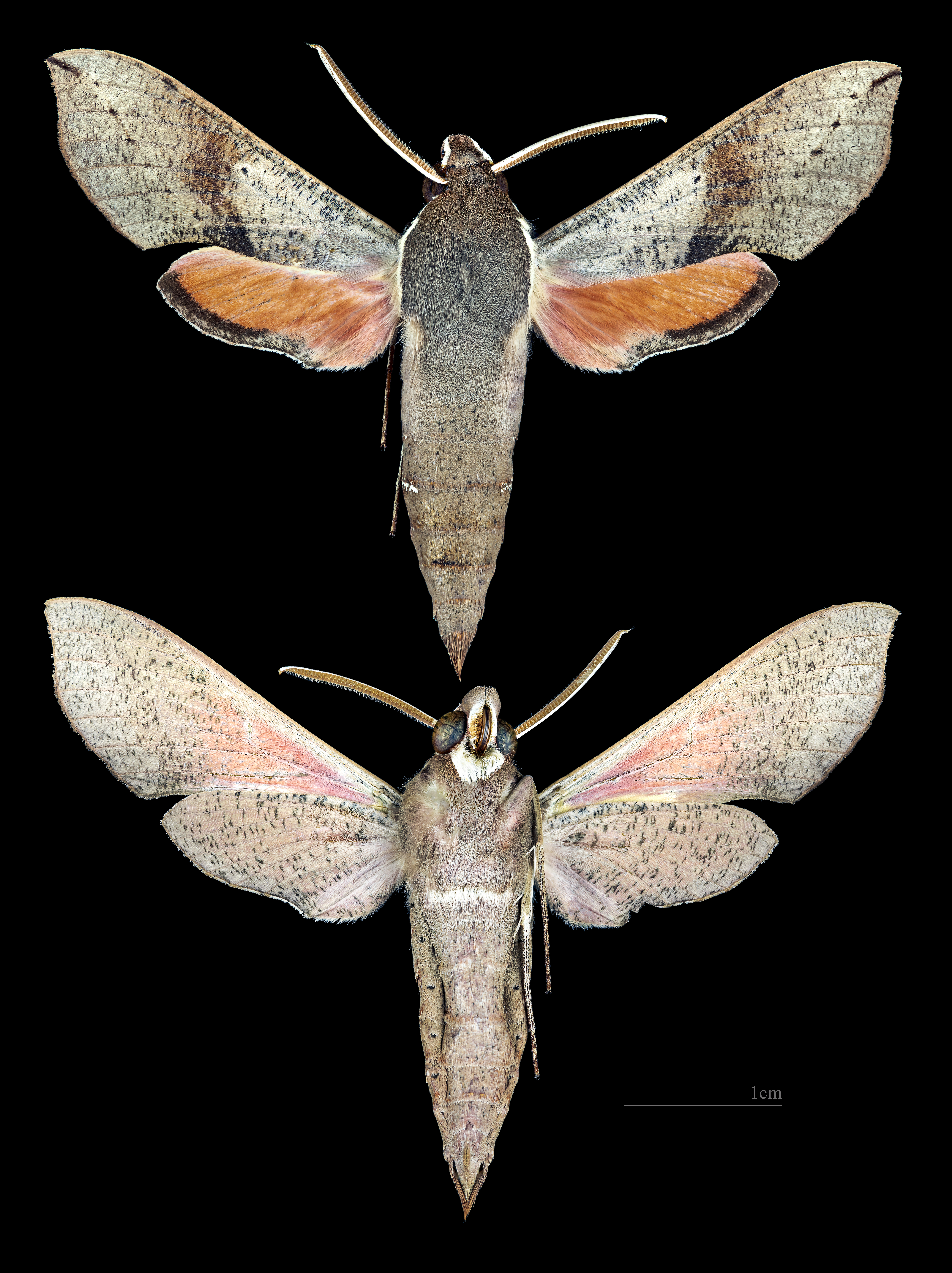
Hippotion scrofa
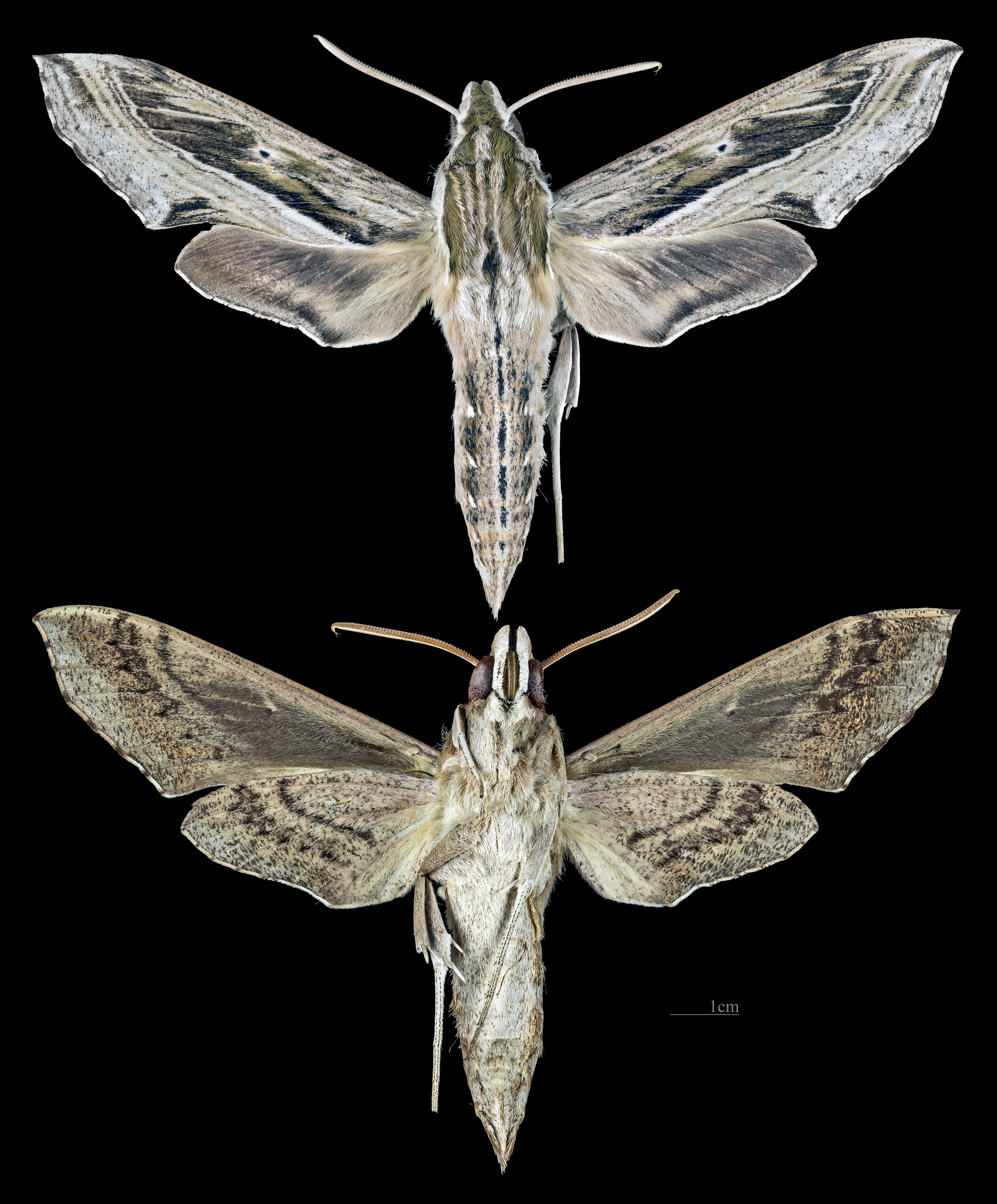
Hippotion velox